# Ак-Сункур аль-Гаджиб
Абу Саїд Ак-Сункур аль-Гаджиб (також Касим ад-Давла, або Аксунгур аль-Гаджиб) — правитель сельджуків при султані Малік Шах I. Він вважався фактичним правителем більшої частини Сирії з 1087 року. Був страчений у 1094 році після звинувачень у зраді Тутуша I, правителя Дамаска. Ак-Сункур був батьком Імада ад-Діна Зенгі, засновника династії Зенгідів. Помер, коли його синові Імаду було 10 років.